# Пургольд, Иоганн
Иоганн Пургольд (нем. Johannes Purgold ? — после 1796) — русский правовед немецкого происхождения, профессор кафедры всеобщей юриспруденции юридического факультета Московского университета.

## Биография
По каталогу лекций 1778—1787 годов, он, в звании экстраординарного профессора, читал всеобщую юридическую энциклопедию и «учёную историю прав: естественного, римского и российского». В 1788 году, будучи уже ординарным профессором, произнёс на акте речь на латинском языке: «De meritis imperantis in subditos». Здесь, главным образом, прославляются «важные и благотворные для России деяния, совершенные Екатериной II до 1788 года». За болезнью Пургольд прекратил чтение лекций в 1791 году и вскоре был уволен в отставку, хотя в адрес-календаре 1792 года и 1796 года он ещё значился в числе профессоров.

## Потомки
- сын Иоганн Фридрих (Фёдор Иванович) Пургольд, отец Владимира и Даниила Фёдоровичей.